# Just Kidding
Just Kidding is een Canadese komische televisieserie. De acteurs zijn jongeren, van rond 14 jaar, die grappen uithalen met mensen op straat. Deze jongeren worden ondersteund door een professioneel team die de uitvoering hiervan mogelijk maakt. In Nederland wordt het uitgezonden op Disney XD. 

## Afleveringen
Op dit moment zijn er meer dan 70 afleveringen. Enkele afleveringen zijn:
- Kid Police Officer Tricks Drivers!
- Lama suprise attack
- Robot on a Prank Rampage!
- Cake catapult
- Kid Smashed On Head With Flower Pot
- Park Bench Public Toilet Prank
- Polar Bear In Freezer Halloween

## Acteurs
- Antione Olivier Pilon
- Blackys-Preston Sappo Biandé
- Brandon Saint-Jacques Turpin
- Célina Noguera
- Delia Lalande
- Éléonore Lagacé
- Gabrielle Shulman
- Jérémy Therrien-Watt
- John Burton Churchill
- Nicolas Laliberte
- Sofiane Laliberte
- Marjorie Lajoie
- Tristan Poirier
- Minji Suh
- Giuliana Desrochers
- Rafaela Mazzone
- Olivia Meza
- Tayna V. Lavoie
- Isabella Rachiele
- Tristan Pernot
- Felix Kjellberg
- Ricky Berwick
- Miles Legood
- Hulk Hogan